# Schlosspark Putbus

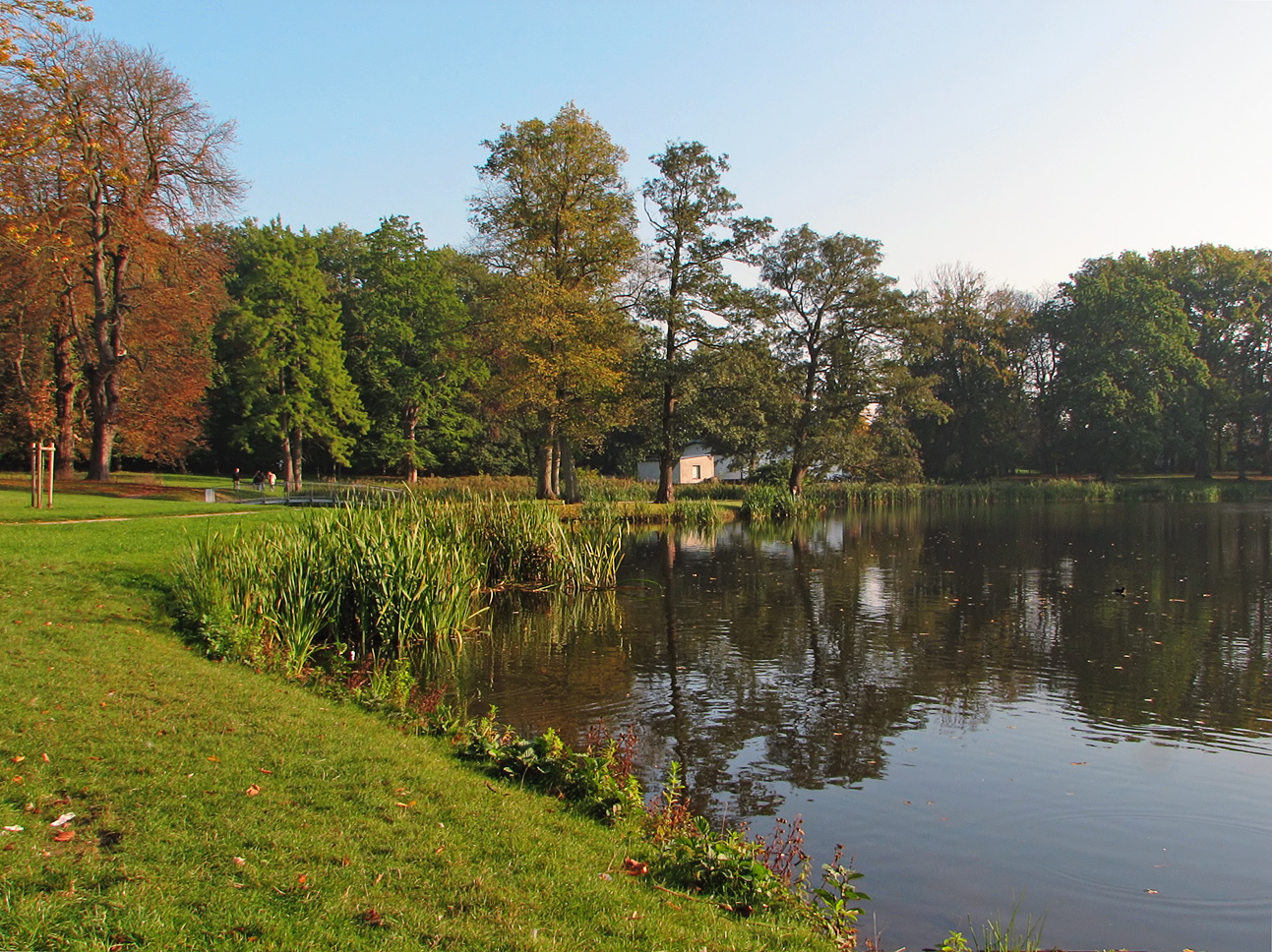
Park mit Schwanenteich

Der 75 ha große Schlosspark Putbus in Putbus (Mecklenburg-Vorpommern) wurde im 18. Jahrhundert angelegt und im 19. Jahrhundert umgestaltet.
Der Schlosspark steht unter Denkmalschutz.

## Geschichte

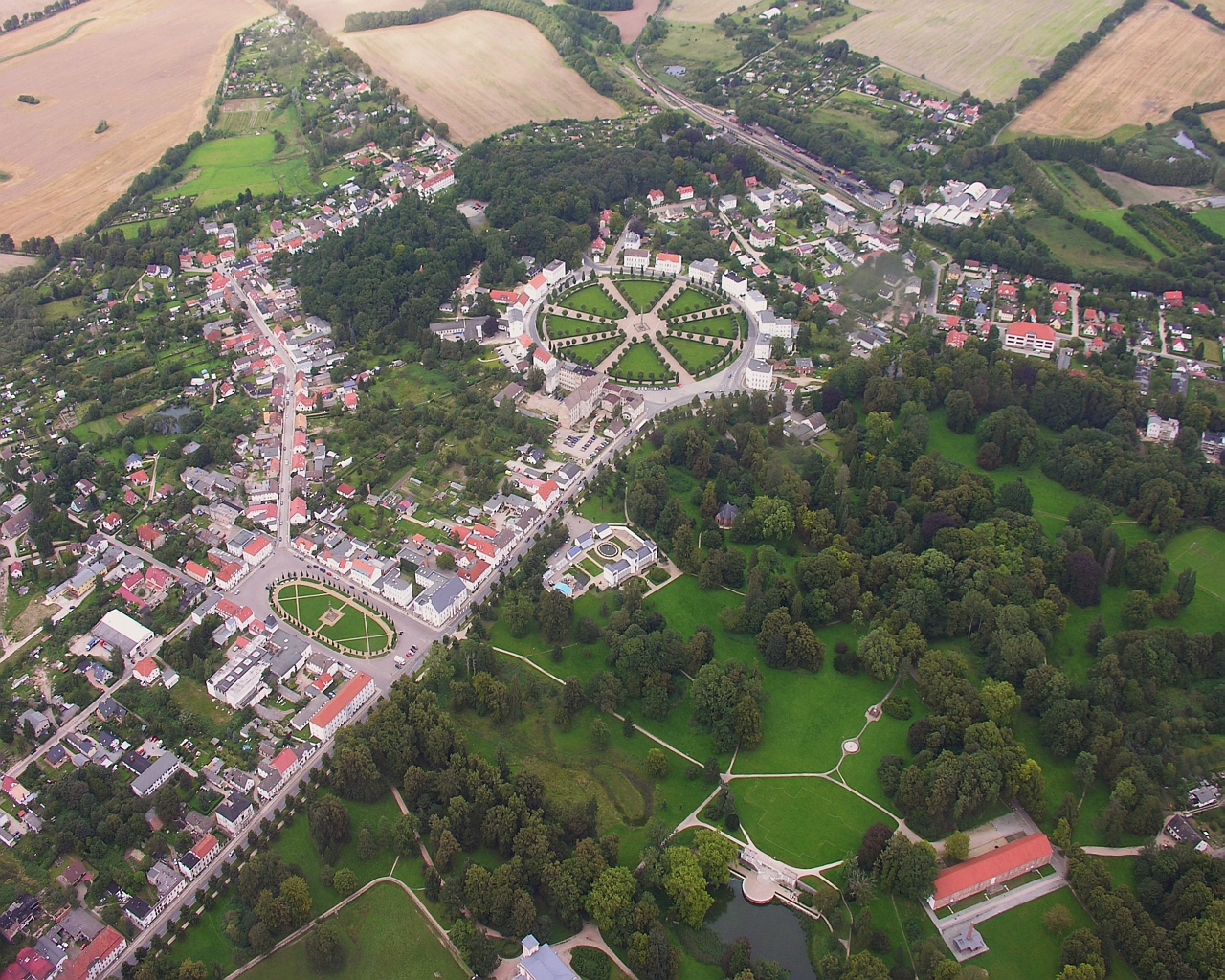
Cirkus, Markt, Orangerie, Schlosspark und unten rechts der Marstall

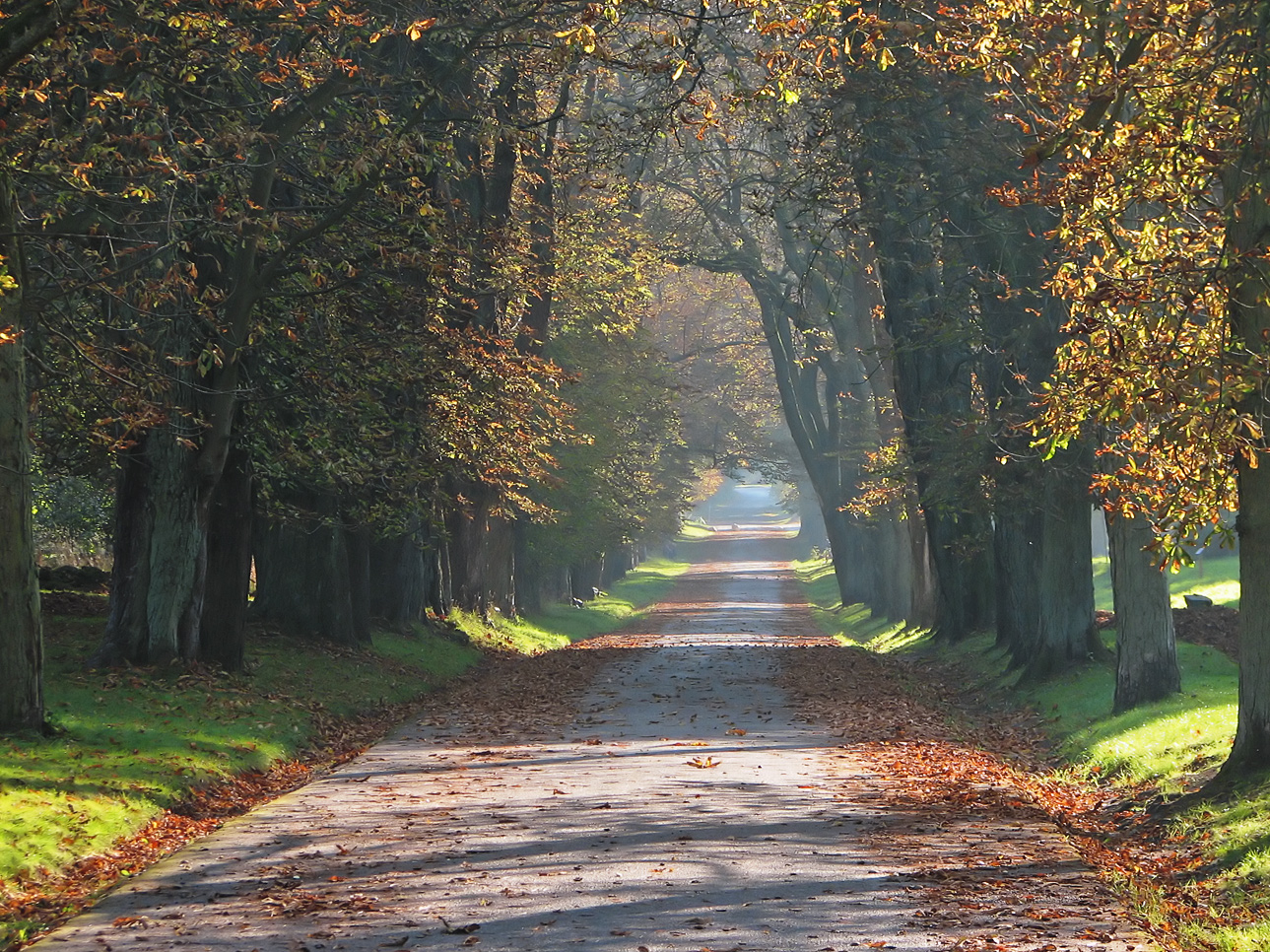
Kastanienallee

Putbus mit 4435 Einwohnern (2019) wurde 1286 erstmals erwähnt. Als Residenzstadt auf Rügen wurde sie 1810 von Wilhelm Malte I. Fürst zu Putbus gegründet.
Der Park wurde ab 1725 als Landschaftspark im französischen Stil mit geometrisch-regelmäßigen Formen im Auftrag von Graf Moritz Ulrich I. zu Putbus errichtet. Das Belvedere als Ausblick wurde um 1804/05 abgerissen, der Eiskeller bis 1819.
Fürst Wilhelm Malte ließ zu Beginn des 19. Jahrhunderts (ab 1804) den Park als Schlossgarten bzw. Landschaftsgarten im englischen Stil umgestalten. Englische Landschaftsgärten, als bewusster Kontrast zum bisher dominierenden Barockgarten französischer Prägung, waren gegen Ende des 18. und im 19. Jahrhundert auch in Deutschland sehr beliebt. Die inszenierte Parklandschaft aus Bäumen, Büschen, Blumen, Wiesen, Wasserflächen, Wegen und Plätzen sollte eine Gegenwelt zur sonstigen harten Realität darstellen. Der Fürst wohnte seit 1816 im Winter in Berlin und wurde auch durch die Ideen preußischer Parks inspiriert. Er wurde 1823 Mitglied im Verein zur Beförderung des Gartenbaues in den Königlich Preußischen Staaten Preußen (kurz Berliner Gartenbauverein).
Auf dem inzwischen ca. 75 Hektar großen Park befindet sich seit 1815 ein weitläufiges Gehege mit Dam- und Rotwild. Ein Gedenkstein im Park erinnert an den Garteninspektor Carl Günther.
Bauten: Von 1827 bis 1832 ließ der Fürst das 1962 gesprengte Schloss Putbus bauen, das nun Mittelpunkt des Parks war. Nur die Schlossterrasse und die Fundamente des Schlosses sind erhalten.
Der Marstall, als heutige Spielstätte der Festspiele Mecklenburg-Vorpommern, stammt von 1824. Die Orangerie von 1824 entstand am Standort des Belvedere. Hier akklimatisierten sich exotische Pflanzen für den Park. Das Affen- und das Vogelhaus von 1830/35, die Schlosskirche von 1846, das Mausoleum von 1867, die Pfarrkirche sowie das Puppen- und Spielzeugmuseum sind Bauten im und am Park. Die Statue des Gründers Fürst Wilhelm Malte I. von 1859 wurde von Friedrich Drake gestaltet. Weiterhin sind der Spalierobstgarten, das ehemalige Fasanenhaus als Ruine, das Kriegerdenkmal 1870/71, das Rendantenhaus und die alte Schmiede erhalten.
Ebenfalls im Schlosspark befindet sich das Mausoleum derer zu Putbus, welches seit 1867 als Grablege, vormals in der Maria-Magdalena-Kirche Vilmnitz, der Familie und einiger Verwandter dient. Dort befinden sich u. a. zwei Sarkophage, für zwei jung verstorbene Geschwister des Malte zu Putbus und seine Tante Asta Fürstin und Herrin zu Putbus, verwitwete von Riepenhausen. geborene Reichsgräfin von Wylich und Lottum, sowie für deren Ehemann Karl Wilhelm von Riepenhausen. Deren Sarkophage sind erhalten.
Sanierung: Ab den 1990er Jahren wurde der Park saniert. Es wurden Sichtschneisen zum Greifswalder Bodden errichtet, der Schwanenteich erweitert und mit einer künstlichen Insel versehen, die über eine Brücke erreichbar war. Im Komtessgarten konnte eine alte Buche gerettet werden.
In dem weitläufigen Park sind viele fremdländische Gehölze gepflanzt, darunter mehr als 60 verschiedene Baumarten wie Riesen- und Urwelt-Mammutbäume, Zedern, gelbblühende Rosskastanien sowie Tulpenbäume. Der Zutritt zu Park und Wildgehege ist kostenfrei.

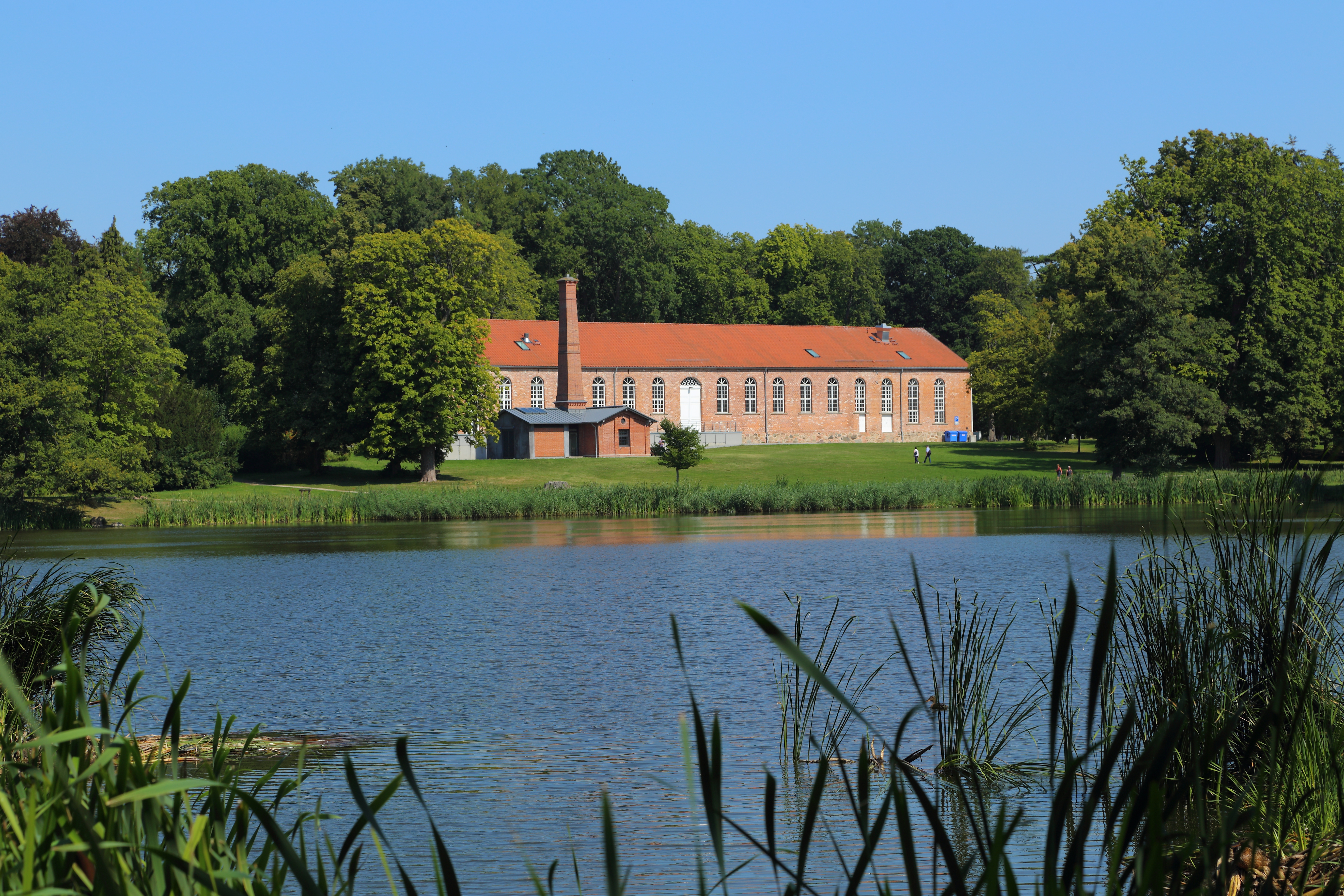
Marstall
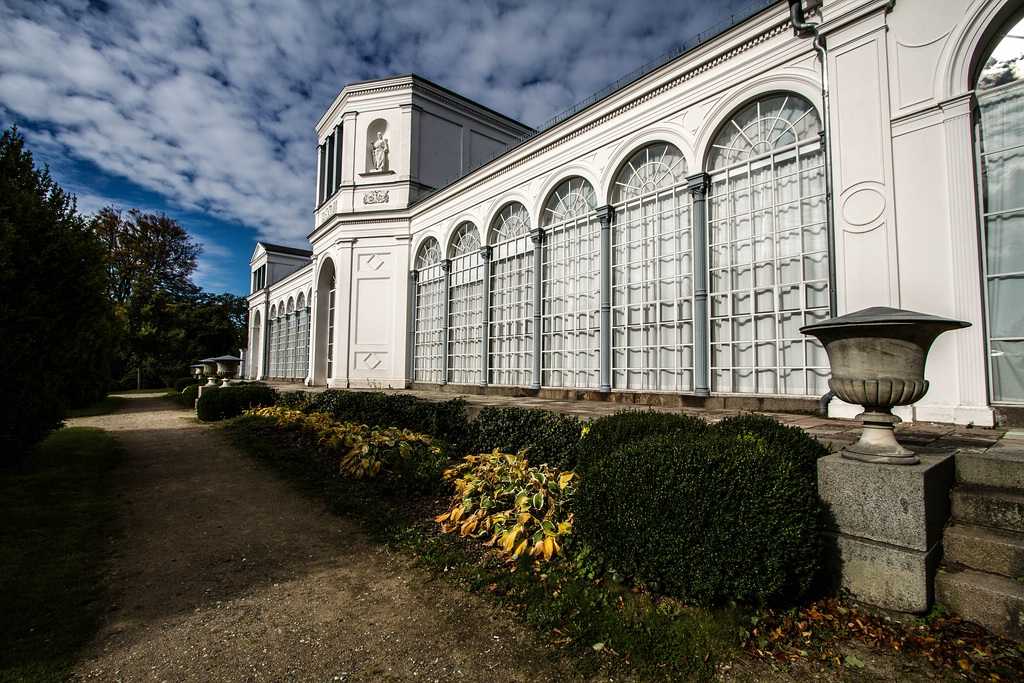
Orangerie
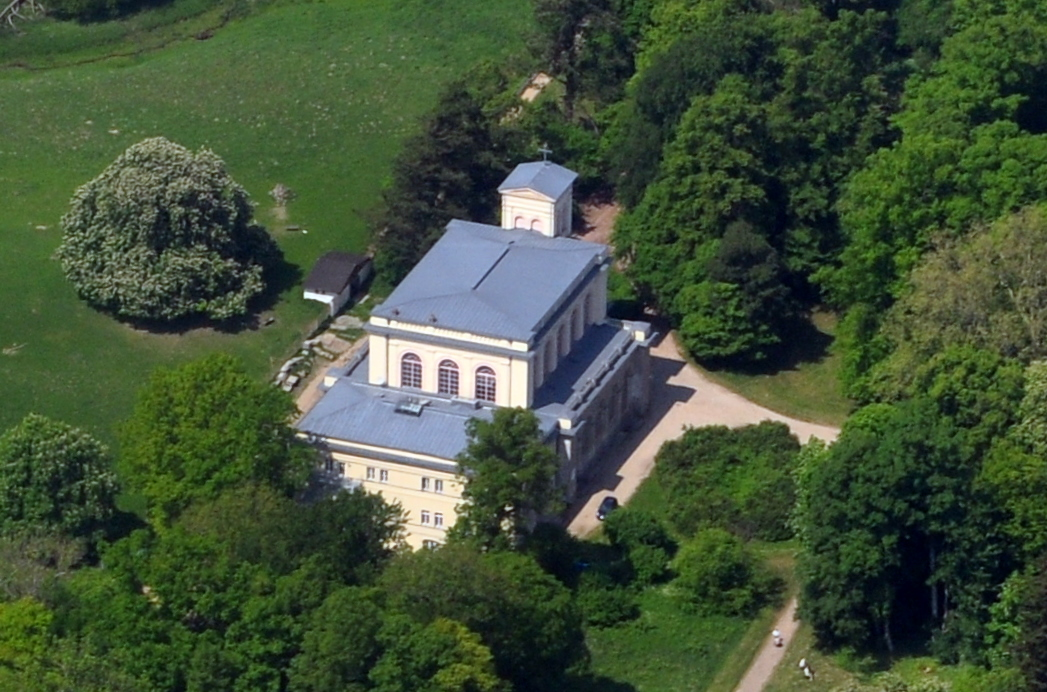
Schlosskirche
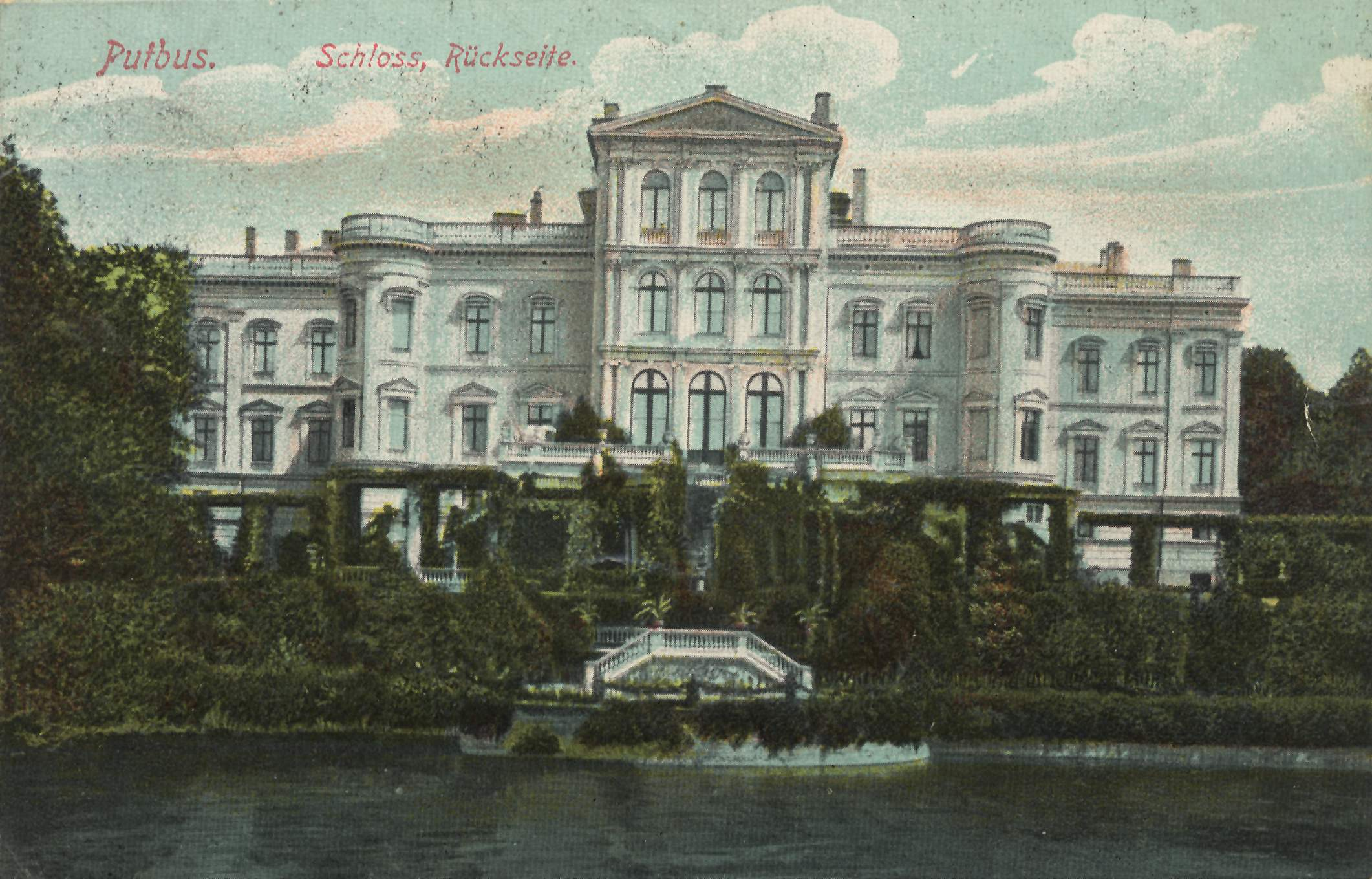
Schloss Putbus, 1906
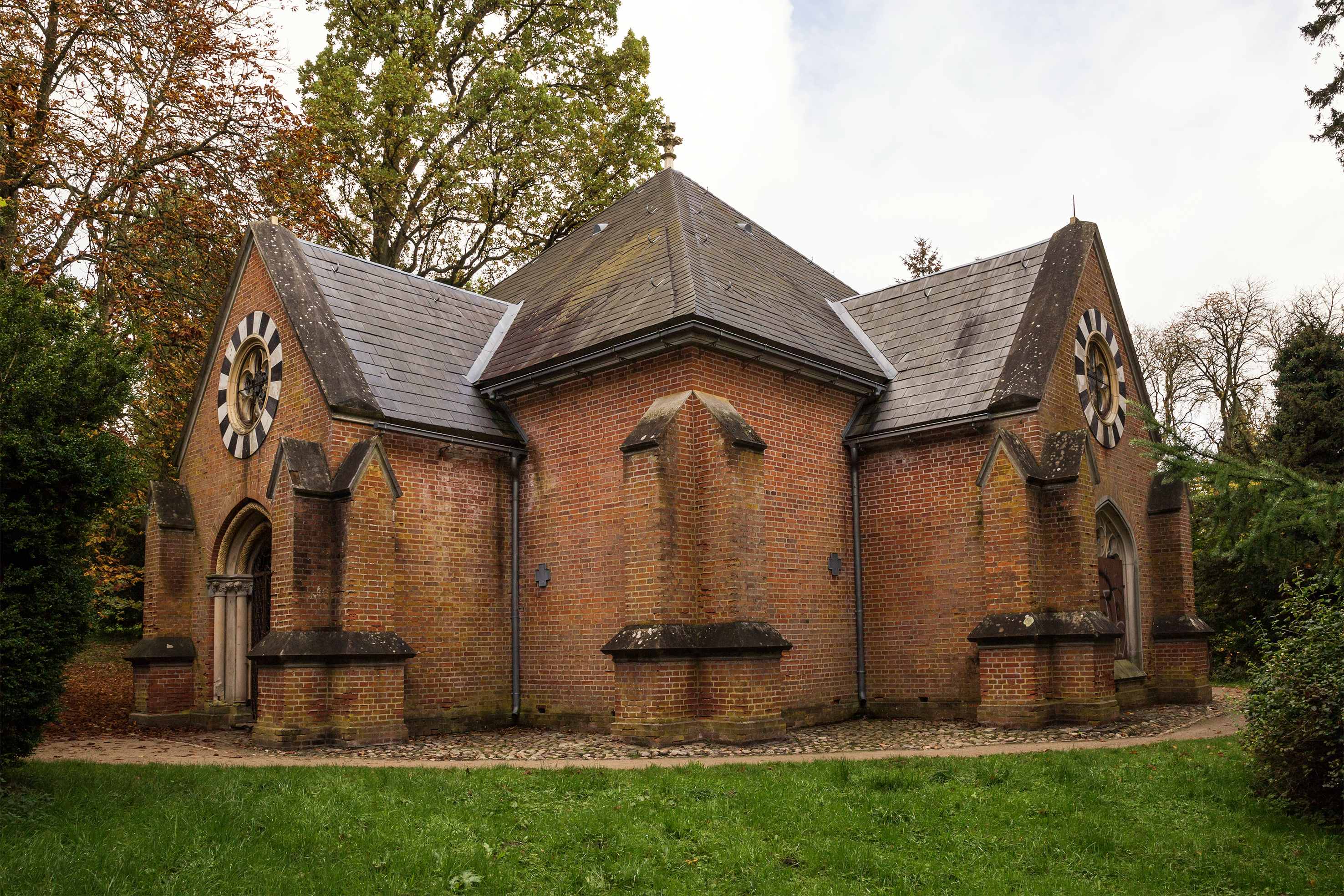
Mausoleum
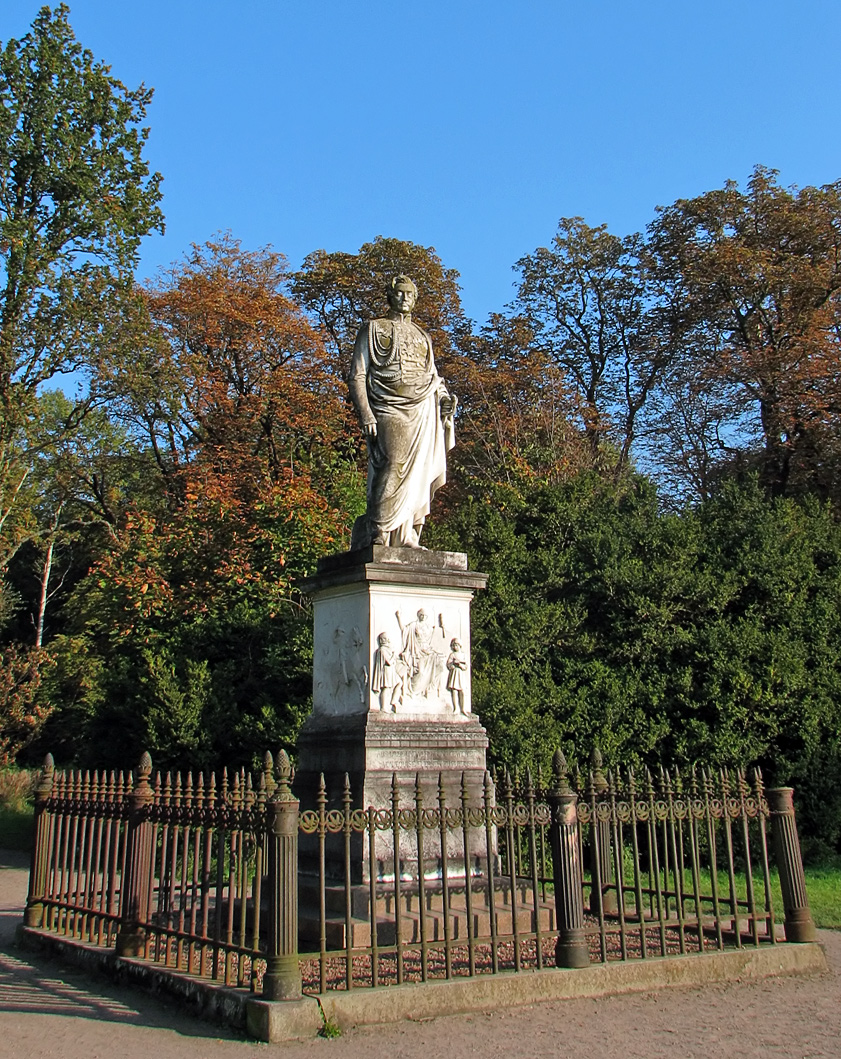
Denkmal von Fürst Wilhelm Malte
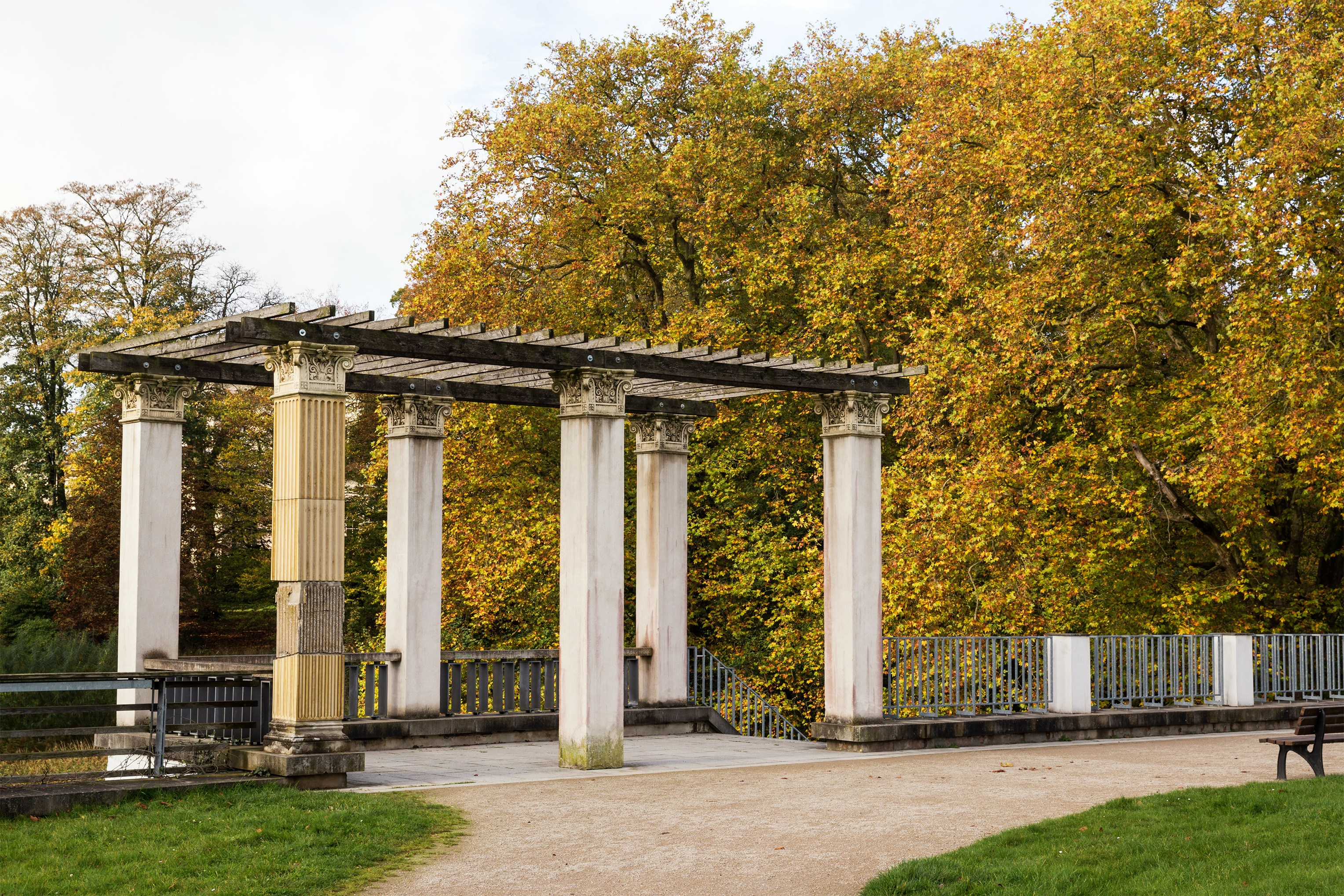
Pergola
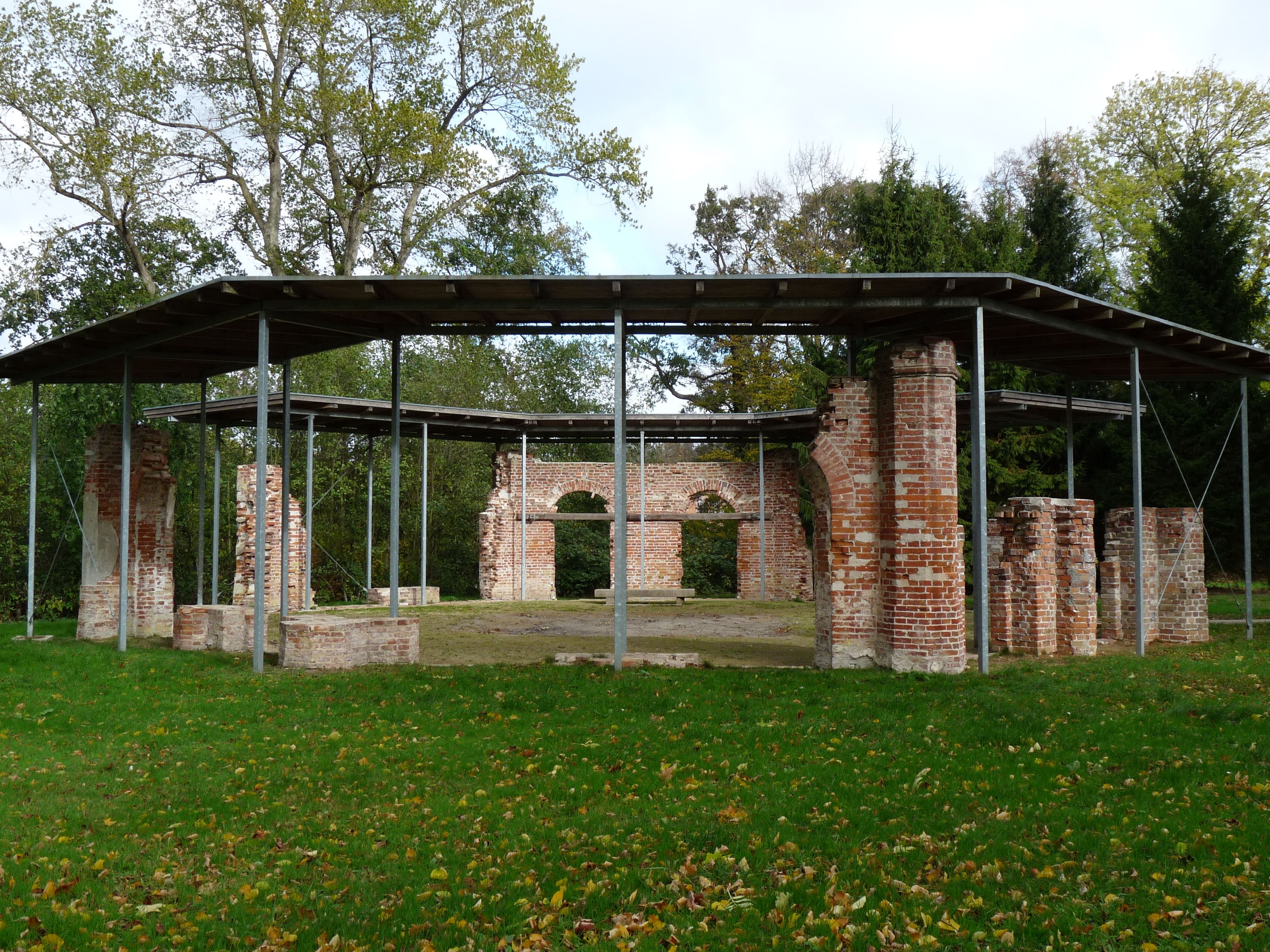
Fasanenhaus